# Harting
Harting Stiftung & Co. KG er en tysk producent af elektriske bygningsdele. De har hovedkvarter i Espelkamp, Nordrhein-Westfalen. I 2021 havde de 6.500 ansatte og en omsætning på 1 mia. euro.

„Wilhelm Harting Mechanische Werkstätten“ blev grundlagt 1. september 1945 af Wilhelm Harting og hustru Marie i bydelen Dankersen i byen Minden.